# Galkinia nuda
Galkinia nuda è un pesce osseo estinto, appartenente ai teleostei. Visse nel Giurassico superiore (circa 155 - 145 milioni di anni fa) e i suoi resti fossili sono stati ritrovati in Asia. 

## Descrizione
Questo pesce era di piccole dimensioni, e poteva arrivare alla lunghezza di circa 6 centimetri. Il corpo era snello e affusolato, piuttosto sottile. La testa era relativamente grande, dotata di occhi molto grandi e di una bocca rivolta all'insù. La pinna dorsale era di grandi dimensioni e piuttosto arretrata, esattamente opposta a una pinna anale di dimensioni e forma analoghe. 
Galkinia era caratterizzato da ossa nasali unite per tutta la loro lunghezza, ossa infraorbitali posteriori ipertrofiche, premascella dentata, mascella priva di denti, una singola sopramascella, osso dentale dotato di denti solo nella parte anteriore del margine orale. Il preopercolare era dotato di rami dorsali e ventrali ad angolo retto, ed era presente un vasto opercolo sormontante un piccolo sub-opercolo. Erano presenti fulcri frangiati lungo i margini delle pinne; la pinna caudale era debolmente biforcuta. La squamatura era molto ridotta, rappresentata solo da scaglie molto piccole, ciascuna recante una spina, lungo i lati del corpo.

## Classificazione
Galkinia nuda venne descritto per la prima volta da Berg nel 1949, sulla base di resti fossili rinvenuti in terreni del Giurassico superiore del Karatau, in Kazakistan.
Galkinia è un rappresentante arcaico dei teleostei, e per lungo tempo venne considerato un membro dell'ordine dei Pholidophoriformes, comprendente numerose specie di pesci ossei vicini all'origine dei teleostei e dotati di scaglie ganoidi. Revisioni più recenti hanno indicato che Galkinia era una forma più derivata rispetto ai folidoformiformi "classici" come Pholidophorus, più vicina ai teleostei di tipo moderno. La famiglia Galkiniidae, descritta da Yakovlev nel 1962, comprende anche l'affine Ceramurus.